# Peter G. Van Winkle

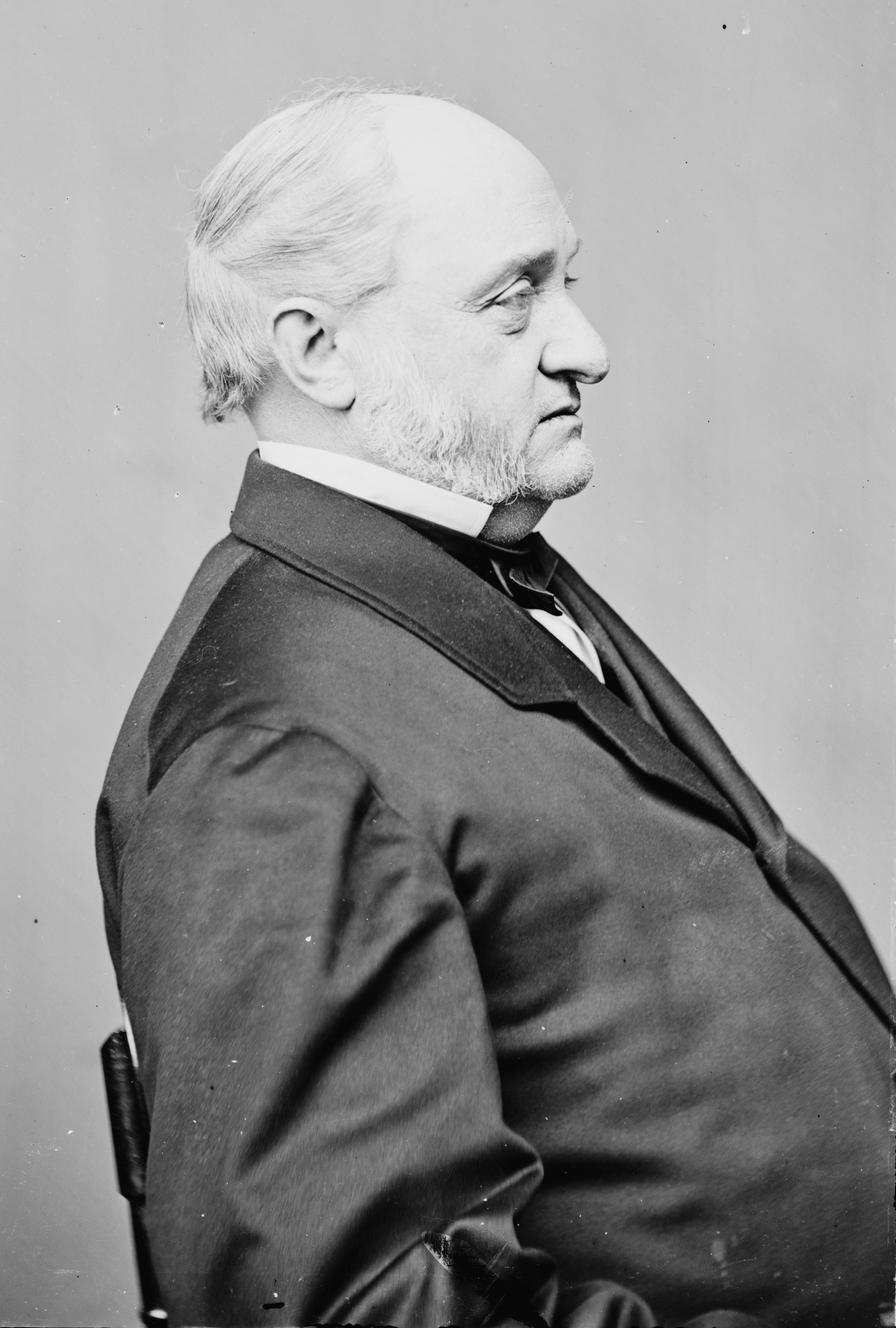
Peter G. Van Winkle

Peter Godwin Van Winkle (* 7. September 1808 in New York City; † 15. April 1872 in Parkersburg, West Virginia) war ein US-amerikanischer Politiker (Republikanische Partei). Er war einer der beiden ersten US-Senatoren für den neu gegründeten Bundesstaat West Virginia.

## Leben
Nach seinem Jurastudium wurde Peter Van Winkle in die Anwaltskammer aufgenommen und begann in Parkersburg zu praktizieren, das zu diesem Zeitpunkt noch ein Teil von Virginia war. Zwischen 1844 und 1850 gehörte er dem Board of trustees, dem Leitungsgremium der Stadt, an; 1850 nahm er zudem am Verfassungskonvent von Virginia teil. 1852 wurde er Präsident der Northwestern Virginia Railroad Company.
Nach der Abspaltung West Virginias während des Bürgerkrieges nahm Van Winkle 1863 an der Versammlung teil, in der die Verfassung des neuen Staates beschlossen wurde. Im selben Jahr wurde er Mitglied des staatlichen Abgeordnetenhauses. Als der Staat in die Union aufgenommen wurde, erfolgte seine Wahl in den US-Senat, wo er vom 4. August 1863 bis zum 3. März 1869 verblieb. Während dieser Zeit war er Vorsitzender des Pensionsausschusses. Als US-Präsident Andrew Johnson 1868 die Amtsenthebung drohte, gehörte Peter Van Winkle zu jenen sieben republikanischen Senatoren, die gegen das Impeachment stimmten und damit dessen Ablehnung besiegelten.
Peter Van Winkle zog sich nach seinem Ausscheiden aus dem Senat ins Privatleben zurück und verstarb 1872 in Parkersburg. Sein Großneffe Marshall Van Winkle war von 1905 bis 1907 republikanischer Abgeordneter im US-Repräsentantenhaus für den Bundesstaat New Jersey.